# 2002年の出版
2002年の出版（2002ねんのしゅっぱん）は、2002年の出版に関するできごとについてまとめた記事である。

## 2月
- 2月8日 - 柴田書店倒産。

## 3月
- 19日‐講談社のレディースコミック『Vanilla』を創刊。
- 28日 - 雑誌『週刊DIAS』（光文社）休刊（最終号は4月11日号）。

## 4月
- 4月4日 - 雑誌『Hemingway』（毎日新聞社）休刊（最終号は4月18日号）。
- 4月19日 - 勁文社倒産。
- 4月25日 - 同朋舎倒産。

## 5月
- 5月24日 - コンピューター雑誌『Linux Japan』（五橋研究所）休刊（最終号は2002年7月号）。

## 6月
- 6月25日 - 社会思想社倒産。

## 8月
- 8月12日 - 雑誌『FOCUS』（新潮社）、『週刊新潮』臨時増刊号として1号限りで復刊。

## 9月
- 9月27日 - ワラヂヤ出版（地図専門出版社）倒産。

## 10月
- 10月2日 - あゆみ出版（教育書の出版社）倒産。
- 10月10日 - 男性誌『ホットドッグ・プレス』（講談社）新創刊（2004年11月に再び休刊）。

## 11月
- 11月1日 - 女性誌『STORY』（光文社）創刊。
- 11月22日 - 女性誌『gli』（講談社）休刊。
- 11月26日 - 米国で『週刊少年ジャンプ』の米国版『SHONEN JUMP』（VIZ Media）創刊。

## 12月
* 特記した場合を除き、創刊、休刊・廃刊、復刊の日付は、それぞれ創刊号、最終号、復刊号の発売日である。